# حیدرآباد چاه‌نارنج
حیدرآباد چاه‌نارنج، روستایی از توابع بخش حور شهرستان فاریاب در استان کرمان ایران است.

## جمعیت
این روستا در دهستان حور قرار دارد و براساس سرشماری عمومی نفوس و مسکن در سال ۱۳۹۵، جمعیت آن برابر با ۹۸۷ نفر (۲۵۸ خانوار) بوده‌است.